# Dodge Super Bee
O Dodge Super Bee foi um muscle car da Dodge divisão produzida a partir de 1968 através de 1971. o Super Bee foi baseado no Dodge Coronet, um modelo de 2 portas e só foi produzir entre 1968 e 1970. Foi o preço baixo do muscle da Dodge,o equivalente a Plymouth Road Runner, que teve um preço de $3,087. Disponível com motor Hemi, esta opção aumentaram 33%, só foram vendidos 125 modelos com este motor opção. O Super Bee incluía uma suspensão pesada, um A-833 opcional Mopar quatro velocidades transmissão manual, com pneus de alto desempenho, e uma ilustração (uma abelha) acondicionada em torno da cauda.
Um "pacote de seis" (dois-três carburadores barril) versão do motor 440 foi acrescentado à lista meados do ano. Este motor foi entre o padrão motor Hemi e os 463 dólares como uma opção. O ano 1969 modelo deu clientes e vários motores para escolher, a base 383 hp (alto desempenho), 440 seis pack, e aos 426 Hemi. O 440 Magnum (4bbl) não estava disponível como uma opção, foi reservado para a Coronet R / T.
Em 1970, o Super Bee foi dado um olhar diferente front-end que constou de uma dupla grade ovalada que foi referido como "as asas do Bumble Bee", este novo olhar desligado muitos compradores. Apesar da nova aparência, os motores, bem como o ("ramcharger" capuz que transitaram de 1969 modelo) mergulharam de vendas para o modelo 1970. Dodge também produzir em 1970, 4 Super Bee convertíveis, o abouts-se dos 4 carros são desconhecidas.

## Galeria
Abaixo estão as imagens das gerações do Super Bee fabricadas nos Estados Unidos, Canadá e México.

Gerações fabricadas nos Estados Unidos e Canadá
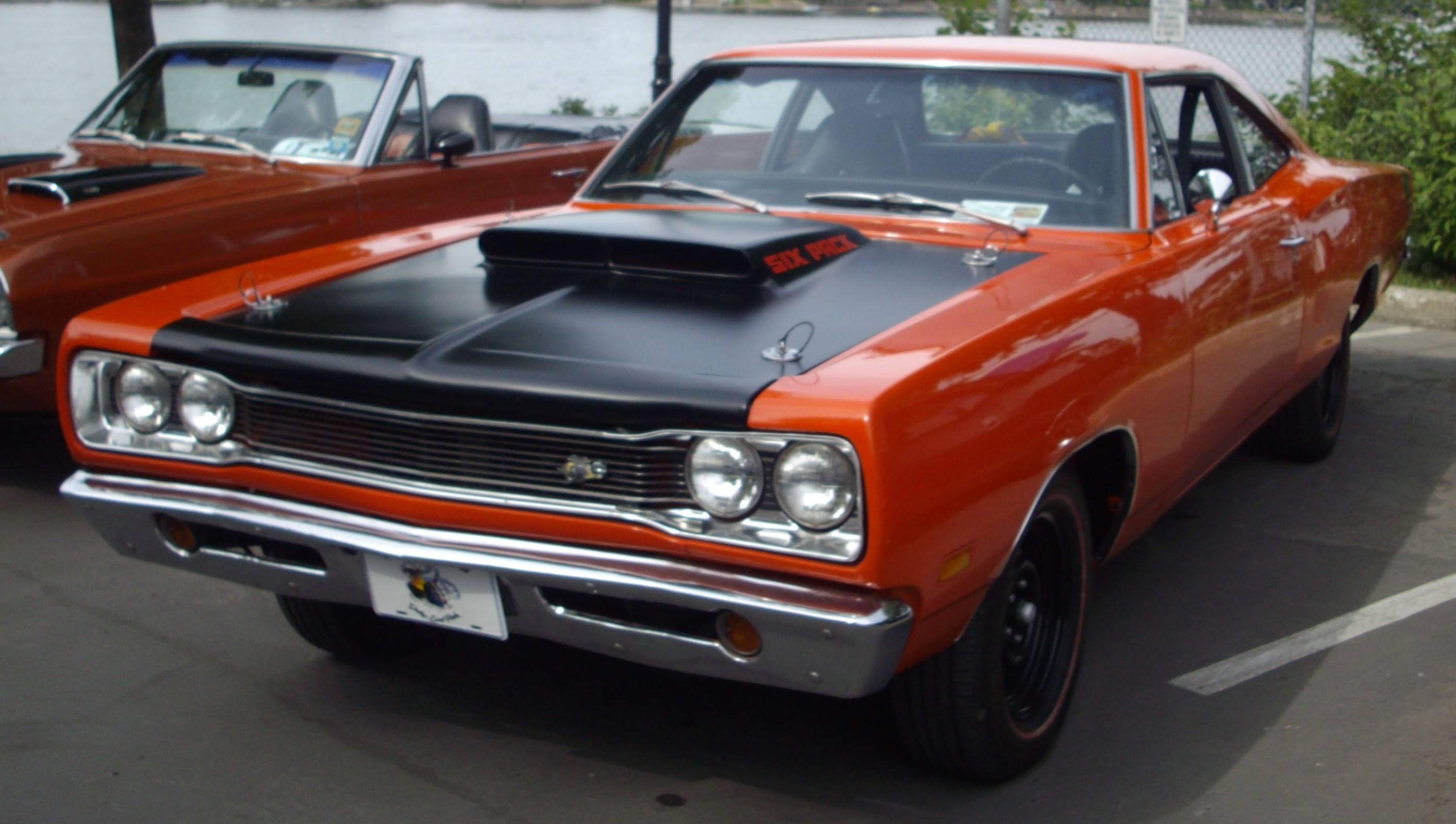
Primeira geração 1968-1970.
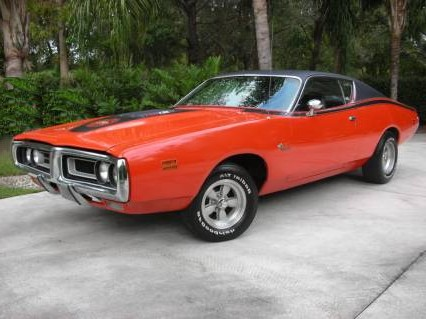
Segunda geração 1971.
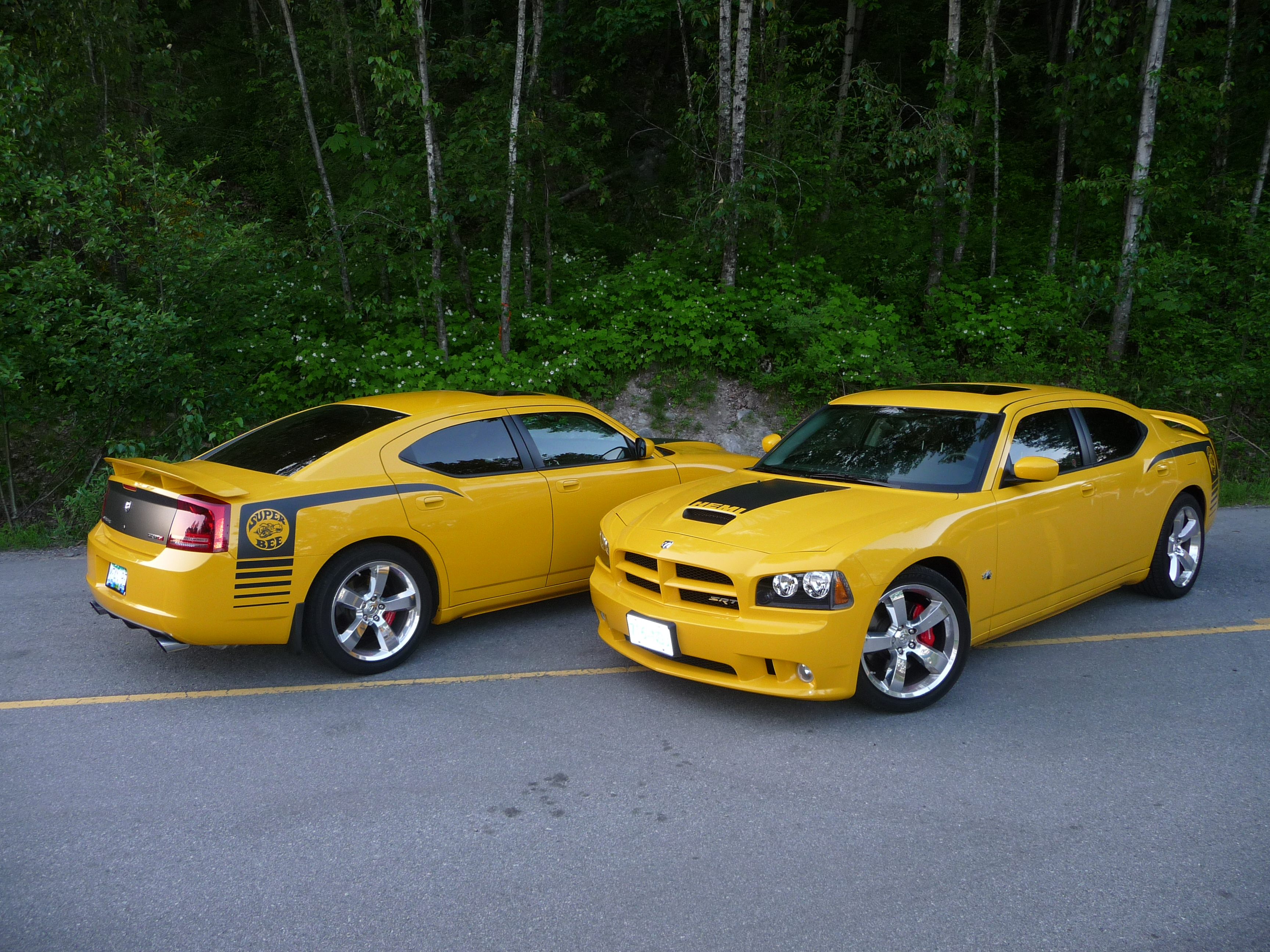
Terceira geração 2007-2009

Gerações fabricadas no México
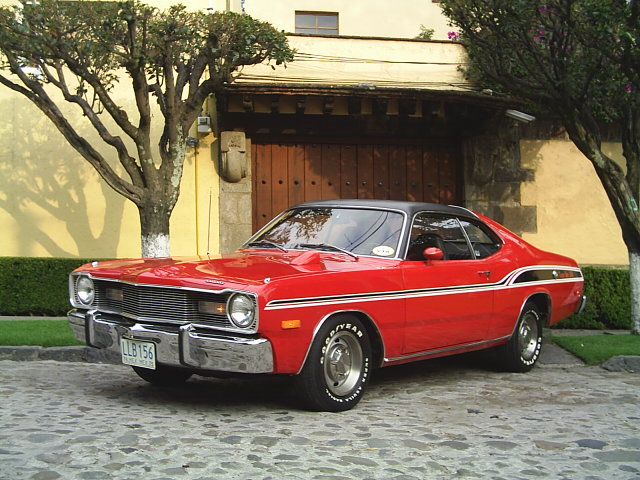
Primeira geração do México 1970-1976
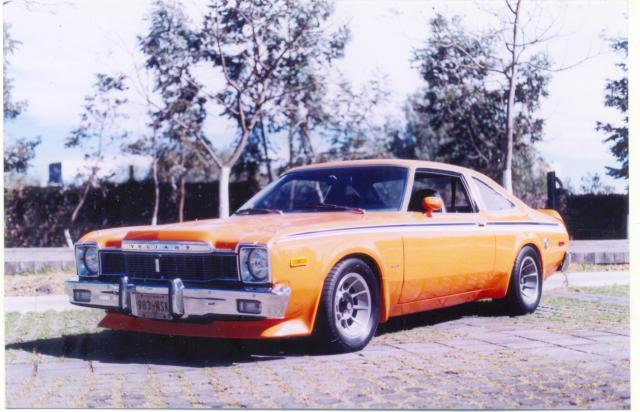
Segunda geração do México 1977-1980